# Feacris reducta
Feacris reducta är en insektsart som beskrevs av Kevan, D.K.M. 1969. Feacris reducta ingår i släktet Feacris och familjen Pyrgomorphidae. Inga underarter finns listade i Catalogue of Life.